# نصي دراري
نصي دراري وفي تسمية شعبية محلية سبط اسمه العلمي (باللاتينية: Stipagrostis drarii) نبات عشبي معمر من الفصيلة النجيلية.

## الوصف
يصل طولها إلى قرابة متر، يبلغ ارتفاع نصل الأوراق الملتفة إلى 40 سم و تنتشر في المناطق الرملية، تعد السبط من النباتات الرعوية الضرورية للماشية.